# هنادی پریخودکو
هنادی پریخودکو (اوکراینی: Геннадій Миколайович Приходько؛ زادهٔ ۱۴ اوت ۱۹۷۳) بازیکن فوتبال اهل اتحاد جماهیر شوروی سوسیالیستی است.
از باشگاه‌هایی که در آن بازی کرده‌است می‌توان به باشگاه فوتبال کریفباس کریفیی ریه، باشگاه فوتبال تورپیدو زاپروژیا، و باشگاه فوتبال دنیپرو اشاره کرد.